# Cacosternum poyntoni
Cacosternum poyntoni är en groddjursart som beskrevs av Lambiris 1988. Cacosternum poyntoni ingår i släktet Cacosternum och familjen Pyxicephalidae. IUCN kategoriserar arten globalt som otillräckligt studerad. Inga underarter finns listade.